# A
Aは、ラテン文字（アルファベット）の1番目の文字。小文字は a。
ギリシャ文字のΑ（アルファ）に由来し、キリル文字のАに相当する。

## 字形
大きく分けて3つの字形が使われる。 

筆記体

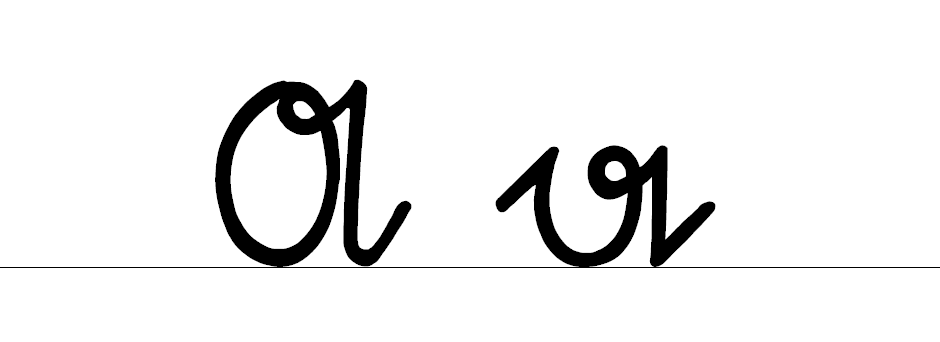
ジュッターリーン体

1. 三角形の左辺と右辺が下にのびた形であり、大文字に使われる。
2. 丸の右に縦に接線を付けた形 (single-storey) であり、多く小文字に使われるが、大文字の筆記体でこの字形を使うことがある。またフラクトゥールでは{\displaystyle {\mathfrak {A\ a}}}のようである。
3. 2の変形として、接線を上に延ばして左に曲げて折り返した形 (double-storey) がある。この形は多く小文字印刷書体に使われる。

その他、横棒が無いギリシャ文字のΛ（ラムダ）の様な書体や、横棒がVのようになったものもある。これらはロゴタイプのデザイン上の違いであり意味としては本稿のAと同一である(アメリカ航空宇宙局の旧ロゴのΛはAである。)。

## 歴史
フェニキア文字、原カナン文字のアレフに由来し、さらに辿ると、その原型は「牡牛の頭」を象ったヒエログリフ（F1）にあるとされる。現代でもヘブライ文字でAにあたるאは牡牛の意味を持つ。

## 呼称
- 拉・独・蘭・印尼・越・エス：アー [aː]
- 仏・伊・西：ア [a]
- 洪：アー [ɒː]
- 英：エイ [eɪ]
- 豪：アイ [aɪ]
- 日：エー [e̞ꜜː]・エイ [e̞ꜜi]

## 音素
この文字が表す音素は原則として[a]（非円唇前舌広母音）もしくは[ɑ]（非円唇後舌広母音）、またはその類似音である。
- 英語では大母音推移の結果、特に強勢が置かれた場合短音は[æ]、長音（二重母音）は[eɪ]となることが多い。
- ハンガリー語では[ɒ]（円唇後舌広母音）だが、á は非円唇前舌広母音の長音[aː]である。
- フランス語では an または am に他の子音が続くとき、または語末でやや円唇化した[ɑ̃]（非円唇後舌広鼻母音）になる。
- ベトナム語では[aː]である。短音はĂ, ăと書く。
- 日本語のローマ字表記ではア段の母音に用いる。また、「A」一文字で「あ」と読む。
- 朝鮮語のローマ字表記では母音ㅏを示す。また、ㅐ、ㅑ、ㅒ、ㅘ、ㅙも、それぞれae, ya, yae, wa, waeとaを含む綴りとなる。

## Aの意味

### 学術的な記号・単位
文法
- 英語で、単数を表す不定冠詞。
- 形容詞を示す英語辞典での記号。
- 直接名詞を装飾する限定用法を示す英語辞典での記号。
- ロマンス語で与格を表す前置詞。
- フランス語で与格を表す前置詞（à）。
- スペイン語で与格を表す前置詞。
- 4格を表すドイツ語辞典での記号。

単位・量
- 加速度（acceleration）を示す物理学の記号（小文字、慣習）
- 振幅（amplitude）を示す物理学の記号（大文字、慣習）
- ベクトルポテンシャルを示す物理学の記号（大文字、慣習）
- アンペアを示すSI単位（大文字、電流の単位）
- アール（小文字、面積の単位）
- 年を表す単位記号（小文字、ラテン語のannumの略）
- アトを表すSI接頭語（小文字）

数学
- 既知の数を示す数学の記号（慣習）
- 既知の集合を示す数学の記号（慣習）
- 既知の行列を示す数学の記号（慣習）
- 大文字で環 (anneau) を表す（慣習）
- フラクトゥール小文字でイデアルを表す（慣習）
- 幾何学において軌道長半径を表す。
- 十を意味する数字。十六進法や二十進法など、十一進法以上（参照：位取り記数法#Nが十を超過）において十（十進法の10）を一桁で表すために用いられる。
  - 一つの部品に、0を用いずに十個以上でチャンネルを嵌合する場合、九を「9」、十を「A」、十二を「C」、十五を「F」、二十を「K」などというようにも用いられる。

コンピューター
- アノード端子を示す記号（大文字）— ダイオード・サイリスタ・真空管
- アンカー要素を示すHTMLの語
- DNSサーバの設定ファイルで「Aレコード」。

音楽
- 音名の一つ（英米式、独式）。イタリア式では「la」、日本式では「イ」、音高では440Hzに相当。
- 6を表す音楽関係者の隠語

その他
- ABO式血液型の一つ。A型。
- Aモード。超音波検査における、検査方法の一つ。
- 非金属元素の略号。
- アモルファスの略号（例：a-Si など）。

### その他の記号
- 国際音声記号 では、[a] が非円唇前舌広母音 を、[ɑ] が非円唇後舌広母音を表す。
- X-SAMPAでは、「a」が非円唇前舌広母音を、「A」が非円唇後舌広母音を表す。
- キルシェンバウムでは、「a」が非円唇中舌広母音を、「A」が非円唇後舌広母音を表す。
- 解答のこと (Answer)（例：Q&A）。
- 「アルファベット上の順番」から派生して、第一位や最上級を意味することがある（例：A級）。
  - 一般に学校の成績では最上を表す。細かく成績を付ける際には+や-を用いる事がある（例：A+、A-）。
  - 劇場や競技場、業績等ではS（特別席）に次ぐよいランクを表す。
  - スポーツなどの競技での、リーグ等のグループの段階を表す。Sが「特A」としてA（即ち「平A」）より上で最上級の場合と、Aが「平A」でも最上級の場合がある。
  - 会社の経営状態に関するランク付け等でAは、BやCに対してよい状態を表すが、AA、AAAのように数が増えたり、AA+のように+が付くと、よりよい状態を表すので、Aが必ずしも最上を表すのではない。
  - 米国のプロ野球のマイナーリーグのランクでは、同様に、AAAが一番よく、AAが次、Aはその下位におかれる。
- 「1」という意味の「エース」を「A」とも書く。しばしばトランプの A（エース）のことを指す。
- 日本産業規格（JIS）などで規定された紙のサイズ。A判。
- 鉄道の駅ナンバリングにおける路線記号。
  - JR函館本線・石北本線（白石駅 - 旭川駅 - 網走駅）(Abashiri)
  - 都営地下鉄浅草線 (Asakusa)
  - 北陸鉄道浅野川線 (Asanogawa)
  - JR北陸本線・琵琶湖線・JR京都線・JR神戸線・山陽本線、赤穂線（敦賀駅 - 京都駅 - 大阪駅 - 上郡駅、相生駅 - 播州赤穂駅）
  - 近鉄難波線・奈良線
  - 嵐電嵐山本線 (Arashiyama)
  - JR山陰本線（城崎温泉駅 - 米子駅）
  - 西鉄甘木線 (Amagi)
- 軍用航空機の形式で攻撃機 を表す記号。「Attacker」の略。A-10、A-4、F/A-18 など。
- 古代ローマ人 の個人名アウルス（Aulus）の略。
- キスを指す隠語。この用法ではBはペッティング、Cはセックス、Dは妊娠、Eは中絶を指す。日本の中高生間での間で使われた（ - 1980年代?）[要出典]。→英語ではXがよく用いられる。
- 円谷プロダクションが製作した特撮テレビ番組のタイトル及びその主人公「ウルトラマンA（ウルトラマンエース）」の略。
- コンピュータエンターテインメントレーティング機構のレーティング表示において全年齢対象を表す（2006年3月以降）。
- 「アルファ」フォネティックコードの第一コード。
- 旅客機の形式でエアバス 製を表す（例：A300、A320 ）。
- 少年犯罪においての被疑者の仮称。週刊誌などの出版物によく使われるが、新聞やテレビでは現在は使われていない。
- 日本国有鉄道およびJRグループでは、次のような意味に用いている。
  - グリーン車に相当する寝台車として、A寝台車を意味する。
  - 特急料金の区分で、A特急料金。
  - 速度種別で、運行される鉄道車両の速度の基準が100km/h台。
  - 中央・総武緩行線で、「東行」をA線と呼称する。
- 東京地下鉄（東京メトロ）では、起点駅から終点駅へ向かう列車が走る方向の線路をA線と呼称する。
- ヨーロッパの鉄道では、一等車を意味する記号として、客車の形式に付けられる。
- 牛肉の格付けで、歩留まりがもっともよいもの。
- アナログの略。DA変換など。
- スピードスケート（ショートトラック競技等）の競技結果の表示において、同走者の妨害行為による救済措置の適用者を示す記号。アドバンス（Advance）の意味。
- ナサニエル・ホーソーンの『緋文字』において、「姦通の罰として彼女は姦婦(adulteress)を示す赤いAの字を服につけさせられた」との記述がある。
- 自閉当事者(未診断者を含む)における「自閉(Autistic)」の略称。アスペルガー症候群の略称である「アスペ」は蔑称とみなされるため、二十一世紀以降、当事者によってこの用語が用いられるようになった。自閉症・自閉症スペクトラム障害・アスペルガー症候群(いわゆる AS)・広汎性発達障害などを包括する概念である。

### 商品名・作品名
- 1998年に森達也監督が作成した、オウム真理教をテーマにしたドキュメンタリー映画。→A (映画)
- 2001年-2002年までテレビ愛知が採用していた放送局マスコットキャラクター。
- 2005年4月17日-6月26日まで日本テレビ系列局で放送されたバラエティ番組。→A (テレビ番組)
- 浜崎あゆみの10枚目のシングル。→A (浜崎あゆみのシングル)
- 石川貴之作曲の楽曲、A（エース）。
- 電気グルーヴの7作目のアルバム、A（エース）。→A (電気グルーヴのアルバム)
- SUPERCARのベストアルバム。→A (SUPERCARのアルバム)
- メルセデス・ベンツの乗用車の1クラス。Aクラス（例：A200など）。
- トヨタ車の形式名に於いては、

1. FR世代のセリカ、カリーナ/コロナ、スープラを意味する車両識別記号（例：TA22、AA63、JZA80）。
2. トヨタ・A型エンジン、またはそれを搭載していることを表す（例：AE86、AT210）。

## 符号位置
| 大文字 | Unicode | JIS X 0213 | 文字参照            | 小文字 | Unicode | JIS X 0213 | 文字参照            | 備考                     |
| ------ | ------- | ---------- | ------------------- | ------ | ------- | ---------- | ------------------- | ------------------------ |
| A      | U+0041  | 1-3-33     | &#x41; &#65;        | a      | U+0061  | 1-3-65     | &#x61; &#97;        | 半角                     |
| Ａ     | U+FF21  | 1-3-33     | &#xFF21; &#65313;   | ａ     | U+FF41  | 1-3-65     | &#xFF41; &#65345;   | 全角                     |
| Ⓐ      | U+24B6  | ‐          | &#x24B6; &#9398;    | ⓐ      | U+24D0  | 1-12-33    | &#x24D0; &#9424;    | 丸囲み                   |
| 🄐      | U+1F110 | ‐          | &#x1F110; &#127248; | ⒜      | U+249C  | ‐          | &#x249C; &#9372;    | 括弧付き                 |
| ᴬ      | U+1D2C  | ‐          | &#x1D2C; &#7468;    | ᵃ      | U+1D43  | ‐          | &#x1D43; &#7491;    | 上付き文字               |
| 𝐀      | U+1D400 | ‐          | &#x1D400; &#119808; | 𝐚      | U+1D41A | ‐          | &#x1D41A; &#119834; | 太字                     |
| 𝐴      | U+1D434 | ‐          | &#x1D434; &#119860; | 𝑎      | U+1D44E | ‐          | &#x1D44E; &#119886; | イタリック体             |
| 𝑨      | U+1D468 | ‐          | &#x1D468; &#119912; | 𝒂      | U+1D482 | ‐          | &#x1D482; &#119938; | イタリック体太字         |
| 𝒜      | U+1D49C | ‐          | &#x1D49C; &#119964; | 𝒶      | U+1D4B6 | ‐          | &#x1D4B6; &#119990; | 筆記体                   |
| 𝓐      | U+1D4D0 | ‐          | &#x1D4D0; &#120016; | 𝓪      | U+1D4EA | ‐          | &#x1D4EA; &#120042; | 筆記体太字               |
| 𝔄      | U+1D504 | ‐          | &#x1D504; &#120068; | 𝔞      | U+1D51E | ‐          | &#x1D51E; &#120094; | フラクトゥール           |
| 𝔸      | U+1D538 | ‐          | &#x1D538; &#120120; | 𝕒      | U+1D552 | ‐          | &#x1D552; &#120146; | 黒板太字                 |
| 𝕬      | U+1D56C | ‐          | &#x1D56C; &#120172; | 𝖆      | U+1D586 | ‐          | &#x1D586; &#120198; | フラクトゥール太字       |
| 𝖠      | U+1D5A0 | ‐          | &#x1D5A0; &#120224; | 𝖺      | U+1D5BA | ‐          | &#x1D5BA; &#120250; | サンセリフ               |
| 𝗔      | U+1D5D4 | ‐          | &#x1D5D4; &#120276; | 𝗮      | U+1D5EE | ‐          | &#x1D5EE; &#120302; | サンセリフ太字           |
| 𝘈      | U+1D608 | ‐          | &#x1D608; &#120328; | 𝘢      | U+1D622 | ‐          | &#x1D622; &#120354; | サンセリフイタリック     |
| 𝘼      | U+1D63C | ‐          | &#x1D63C; &#120380; | 𝙖      | U+1D656 | ‐          | &#x1D656; &#120406; | サンセリフイタリック太字 |
| 𝙰      | U+1D670 | ‐          | &#x1D670; &#120432; | 𝚊      | U+1D68A | ‐          | &#x1D68A; &#120458; | 等幅フォント             |

| 記号 | Unicode | JIS X 0213 | 文字参照            | 名称                                    |
| ---- | ------- | ---------- | ------------------- | --------------------------------------- |
| ᴀ    | U+1D00  | ‐          | &#x1D00; &#7424;    | LATIN LETTER SMALL CAPITAL A            |
| 🄰    | U+1F130 | ‐          | &#x1F130; &#127280; | SQUARED LATIN CAPITAL LETTER A          |
| 🅐    | U+1F150 | ‐          | &#x1F150; &#127312; | NEGATIVE CIRCLED LATIN CAPITAL LETTER A |
| 🅰    | U+1F170 | ‐          | &#x1F170; &#127344; | NEGATIVE SQUARED LATIN CAPITAL LETTER A |
| ₐ    | U+2090  | ‐          | &#x2090; &#8336;    | LATIN SUBSCRIPT SMALL LETTER A          |

他、EBCDIC では、「A」は 193 で表され、「a」は 129 で表される。

## 他の表現法
| フォネティックコード | モールス符号 |
| Alpha                | ・－         |

|        |          | ⠁    |
| 信号旗 | 手旗信号 | 点字 |

フォネティックコードはANSIでは"Alpha"、ICAO, ITU, IMO, FAAでは"Alfa"である。